# Ǒ
Das Ǒ (Minuskel: ǒ) ist ein Graphem, das in den Alphabeten der Sprachen Awing, Bangolan, Koonzime, Kwanja und Lingala als Variante des Buchstabens „O“ verwendet wird. Es ist der Buchstabe O mit diakritischem Zeichen eines Hatschek.

## Verwendung
In vielen Tonsprachen entspricht das „ǒ“ dem gleichen Laut wie das „o“, und das Hatschek zeigt den ansteigenden Ton an. Beim Pinyin hingegen zeigt das Hatschek einen leicht fallenden und dann steigenden Ton an.